# Trưng Vương (xã)
Trưng Vương là một xã thuộc thành phố Việt Trì, tỉnh Phú Thọ, Việt Nam.

## Địa lý
Xã Trưng Vương nằm ở phía đông của thành phố Việt Trì.
Tiếp giáp với sông Lô trong xanh, xã Sông Lô và các phường Thanh Miếu, Thọ Sơn, Tiên Cát, Tân Dân, Dữu Lâu.

## Diện tích và dân số
- Diện tích: 5,72 km².
- Dân số: 8.590 người.
- Mật độ: 1.293 người/km².

## Hành chính
Xã Trưng Vương sau khi sáp nhập năm 2019, từ 14 khu dân cư gồm:  khu Bình Hải và 13 xóm: Sải, Nội, Mai, Mới, Vòng, Gạo, Đỉnh, Quế, Đình, Thọ, Mộ, Lăng, Thịnh. Đến tháng 1/2020 còn 9 khu dân cư là các khu: khu 1,3,4,6,7,8,10,12.